# Sint-Niklaas-en-Leonarduskerk

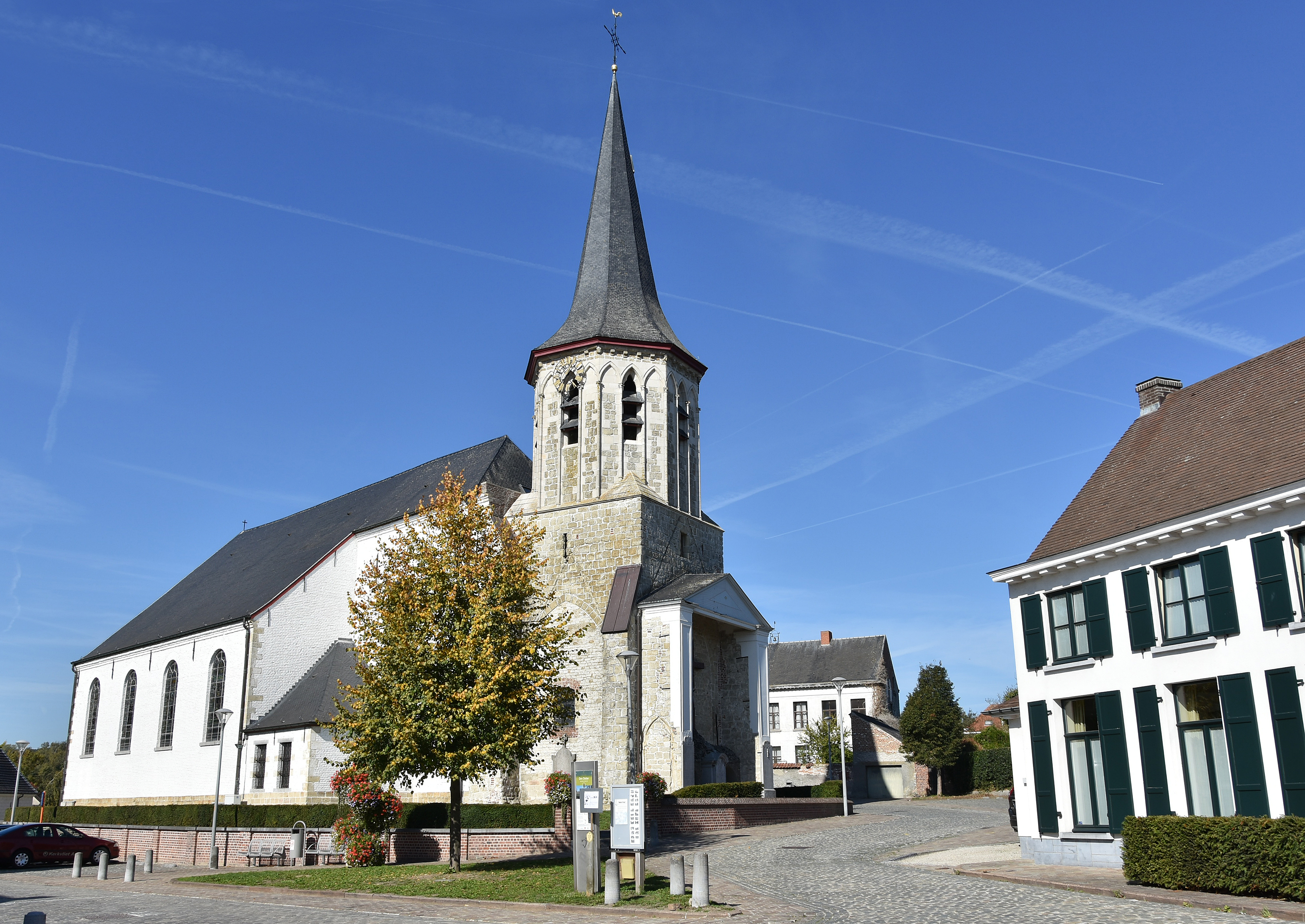
De Sint-Niklaas-en-Leonarduskerk

De Sint-Niklaas-en-Leonarduskerk is een kerkgebouw in de Belgische plaats Aaigem, toegewijd aan Nicolaas van Myra en Leonardus.

## Bouwhistoriek
De kerk is voor het grootste deel gebouwd in 1786-87 en verving een kleinere gotische kerk, waarvan vandaag nog de kerktoren uit ca. 1300 rest, aan de oostzijde van de kerk. De toren vormde oorspronkelijk de vieringtoren van de oude kerk; de aanzet van de daken van de zijbeuken en het priesterkoor zijn nog goed zichtbaar. Het 18e-eeuws gedeelte van de kerk is classicistisch en gemaakt naar plannen van architect Frans Drieghe, die ook de Sint-Christoffelkerk van Evergem bouwde. Vooral de voorgevel is typisch voor het classicisme.
De calvarie aan de oostzijde van de toren bevatte 18e-eeuwse beelden.

## Galerij

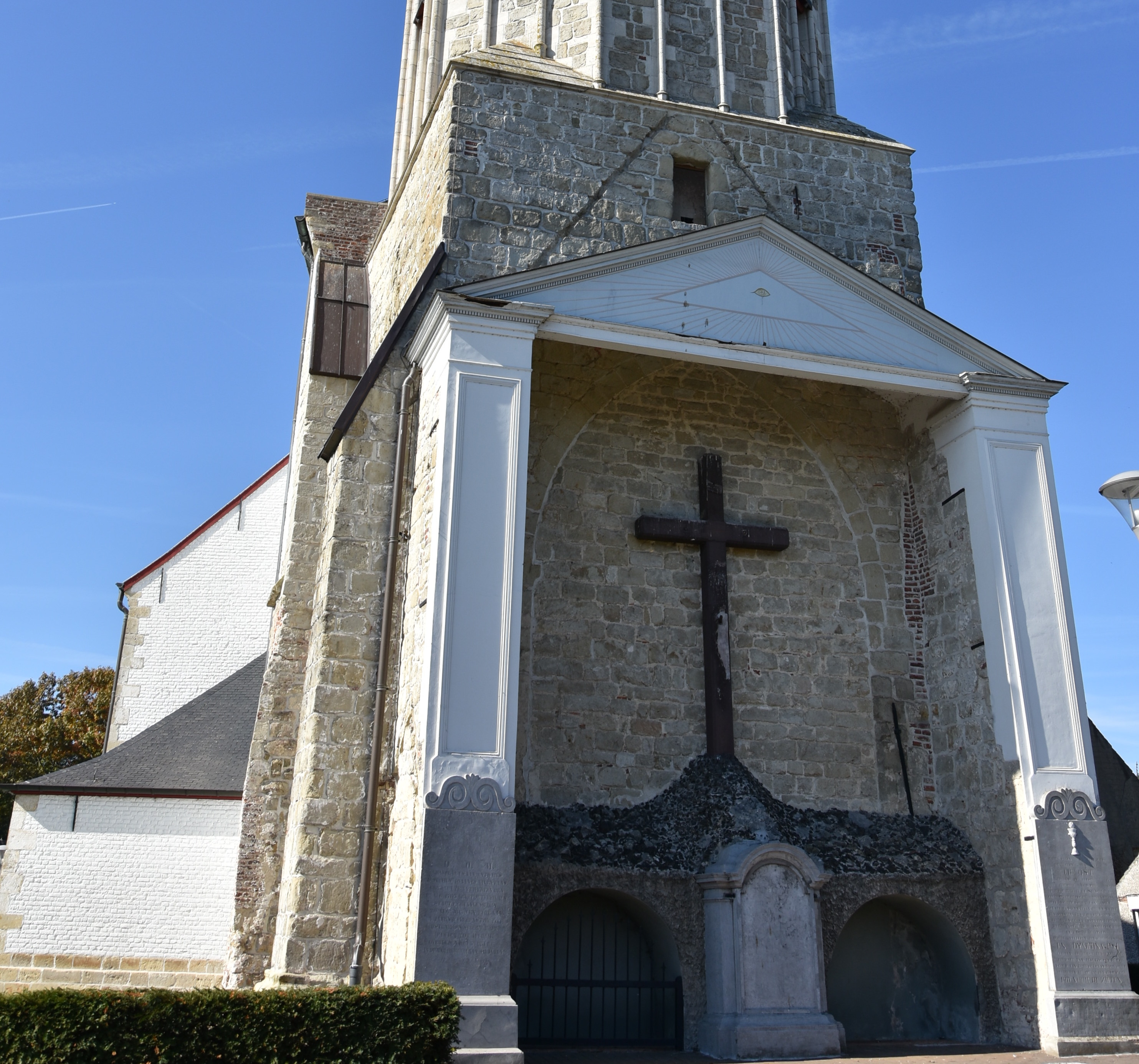
De calvarie
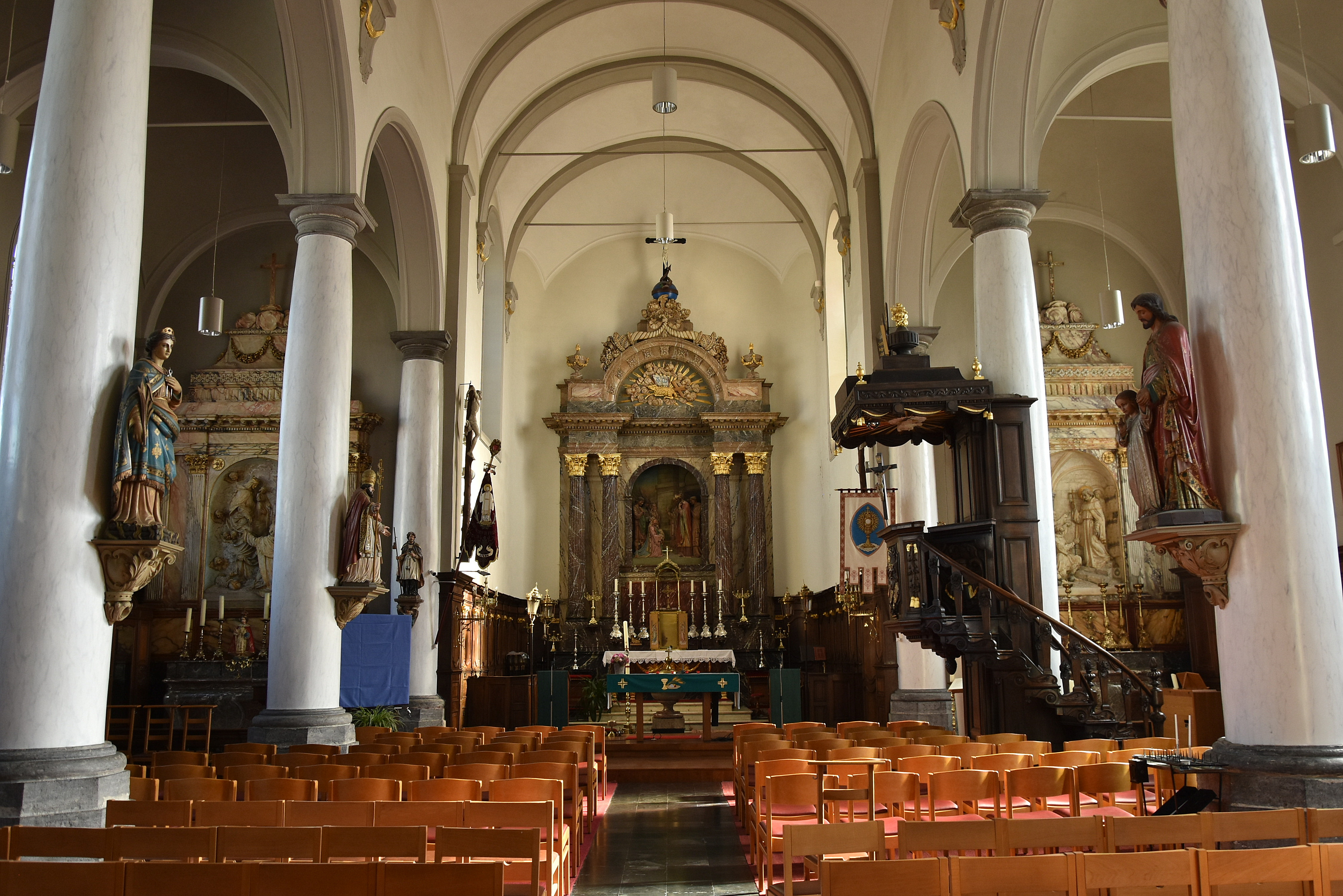
Het kerkschip en hoofdaltaar
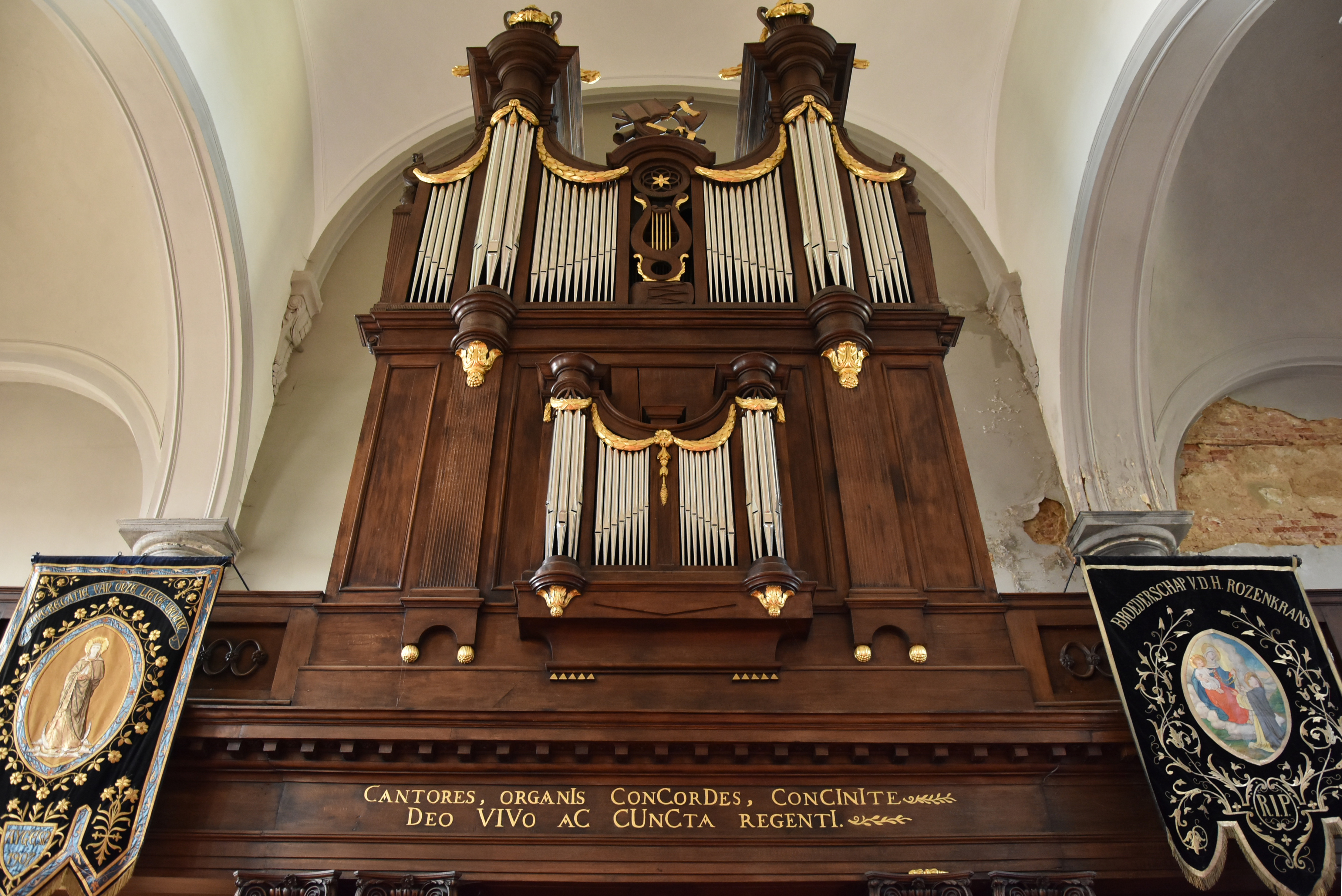
Het kerkorgel van Van Peteghem, beschermd